# Morti nel 1750
| Questa pagina contiene informazioni ricavate automaticamente dalle voci biografiche con l'ausilio del template Bio e di un bot. L'aggiornamento è periodico e automatico e ricostruisce completamente la pagina. Se manca una persona in questa lista, sei pregato di non aggiungerla, ma accertati piuttosto che la sua voce biografica contenga il template Bio e che i dati anagrafici siano correttamente compilati. Se il template Bio manca, inseriscilo tu stesso o, in alternativa, metti l'avviso {{tmp\|Bio}} che ne segnala la mancanza. Se i dati riportati sono sbagliati, correggi direttamente la voce biografica; le modifiche saranno visibili in questa lista entro pochi giorni. Per chiarimenti vedi il progetto biografie. La lista contiene solo le 98 persone che sono citate nell'enciclopedia e per le quali è stato implementato correttamente il template Bio. Pagina aggiornata al 18 lug 2025. |

## Gennaio(7)
- 9 gennaio - Henry Herbert, IX conte di Pembroke, nobile e architetto inglese (n. 1693)
- 13 gennaio - Robert Pitrou, architetto e ingegnere francese (n. 1684)
- 23 gennaio - Michael Lilienthal, bibliotecario e teologo tedesco (n. 1686)
- 23 gennaio - Ludovico Antonio Muratori, presbitero, storico e scrittore italiano (n. 1672)
- 27 gennaio - Ivan Jur'evič Trubeckoj, ufficiale e nobile russo (n. 1667)
- 27 gennaio - Nicola Zabaglia, inventore e ingegnere italiano (n. 1667)
- 31 gennaio - Armand-Louis de Vignerot du Plessis d'Aiguillon, scrittore e nobile francese (n. 1683)

## Febbraio(5)
- 7 febbraio - Algernon Seymour, VII duca di Somerset, militare e politico britannico (n. 1684)
- 8 febbraio - Aaron Hill, drammaturgo e scrittore inglese (n. 1685)
- 11 febbraio - Vincenzo Bichi, cardinale e arcivescovo cattolico italiano (n. 1668)
- 22 febbraio - Pietro Filippo Scarlatti, compositore e organista italiano (n. 1679)
- 23 febbraio - Giacinto Ferrero-Fieschi, ammiraglio, diplomatico e nobile italiano (n. 1693)

## Marzo(3)
- 5 marzo - David Schatz, architetto tedesco
- 6 marzo - Domenico Montagnana, liutaio italiano (n. 1686)
- 31 marzo - Giovanna Carlotta di Anhalt-Dessau, nobile (n. 1682)

## Aprile(7)
- 3 aprile - Frans van Stampart, pittore, incisore e editore fiammingo (n. 1675)
- 5 aprile - Giuliano Dami, italiano (n. 1683)
- 5 aprile - Francesco Antonio Gonzaga, nobile italiano (n. 1704)
- 10 aprile - Pietro Micheli, pittore italiano (n. 1685)
- 14 aprile - Paweł Karol Sanguszko, nobile e ufficiale polacco (n. 1680)
- 20 aprile - Jean-Louis Petit, chirurgo francese (n. 1674)
- 29 aprile - Egid Quirin Asam, architetto e scultore tedesco (n. 1692)

## Maggio(5)
- 10 maggio - Louis-Charles de Machault d'Arnouville, politico e nobile francese (n. 1667)
- 19 maggio - Crispino da Viterbo, religioso italiano (n. 1668)
- 22 maggio - Niccolò Bianchini, vescovo cattolico italiano (n. 1689)
- 28 maggio - Sakuramachi, imperatore giapponese (n. 1720)
- 29 maggio - Giuseppe Porsile, musicista italiano (n. 1680)

## Giugno(8)
- 2 giugno - Valentin Rathgeber, monaco cristiano, compositore e organista tedesco (n. 1682)
- 4 giugno - Federico Luigi di Hohenzollern-Hechingen, principe (n. 1688)
- 14 giugno - Franz Anton Maichelbeck, organista e compositore tedesco (n. 1702)
- 15 giugno - Madame de Staal-Delaunay, scrittrice francese (n. 1684)
- 19 giugno - Pietro Maria Trevisan Suarez, vescovo cattolico italiano (n. 1690)
- 20 giugno - Francesco Gallo, architetto italiano (n. 1672)
- 24 giugno - Leopoldo del Carretto, nobile italiano (n. 1693)
- 29 giugno - Jakob Gruber, politico svizzero (n. 1676)

## Luglio(4)
- 28 luglio - Johann Sebastian Bach, compositore e musicista tedesco (n. 1685)
- 28 luglio - Conyers Middleton, storico inglese (n. 1683)
- 31 luglio - Giovanni V del Portogallo, sovrano portoghese (n. 1689)
- 31 luglio - Juste-Aurèle Meissonnier, pittore, orafo e architetto francese (n. 1695)

## Agosto(7)
- 2 agosto - Musli Kadin, ottomana (n. 1699)
- 3 agosto - Louis-Jacques Chapt de Rastignac, arcivescovo cattolico francese (n. 1684)
- 8 agosto - Charles Lennox, II duca di Richmond, nobile, politico e crickettista inglese (n. 1701)
- 12 agosto - Rachel Ruysch, pittrice olandese (n. 1664)
- 23 agosto - Johann Christian Krüger, scrittore tedesco (n. 1723)
- 29 agosto - Johann Adolph Krohn, giurista e politico tedesco (n. 1674)
- 29 agosto - Kasimir Anton von Sickingen, vescovo cattolico tedesco (n. 1684)

## Settembre(1)
- 15 settembre - Jean Terrasson, scrittore francese (n. 1670)

## Ottobre(8)
- 3 ottobre - Matthias Georg Monn, compositore e organista austriaco (n. 1717)
- 7 ottobre - Francesco Colonna di Sciarra, IV principe di Carbognano, nobile italiano (n. 1683)
- 9 ottobre - Maria Antonia del Liechtenstein, principessa austriaca (n. 1687)
- 11 ottobre - Jean-Baptiste Joseph Languet de Gergy, presbitero francese (n. 1674)
- 12 ottobre - Angelo Ragazzi, compositore e violinista italiano (n. 1680)
- 16 ottobre - Costantino Grimaldi, filosofo, giurista e politico italiano (n. 1667)
- 16 ottobre - Sylvius Leopold Weiss, compositore e liutista tedesco (n. 1686)
- 27 ottobre - Augusto di Schwarzburg-Sondershausen, principe (n. 1691)

## Novembre(9)
- 1º novembre - Gustaaf Willem van Imhoff, politico olandese (n. 1705)
- 11 novembre - Apostolo Zeno, poeta, librettista e giornalista italiano (n. 1668)
- 14 novembre - Thomas Lee, politico e militare statunitense
- 16 novembre - Johann Georg von Königsfeld, politico austriaco (n. 1679)
- 19 novembre - Franz Retz, gesuita ceco (n. 1673)
- 20 novembre - Luisa Adelaide di Borbone-Conti, nobile francese (n. 1696)
- 20 novembre - Maurizio di Sassonia, generale francese (n. 1696)
- 25 novembre - Fernando de Casas Novoa, architetto spagnolo (n. 1670)
- 25 novembre - Francesco Feroci, compositore, organista e poeta italiano (n. 1673)

## Dicembre(7)
- 1º dicembre - Johann Gabriel Doppelmayer, matematico, astronomo e cartografo tedesco (n. 1677)
- 3 dicembre - Nuno da Cunha e Ataíde, cardinale e vescovo cattolico portoghese (n. 1664)
- 5 dicembre - Nasir Jang Mir Ahmad, principe indiano (n. 1712)
- 15 dicembre - William Legge, I conte di Dartmouth, nobile inglese (n. 1675)
- 20 dicembre - Giulio Visconti Borromeo Arese, nobile, politico e militare italiano (n. 1667)
- 21 dicembre - Elisabetta Cristina di Brunswick-Wolfenbüttel (n. 1691)
- 24 dicembre - Christian Döring, architetto tedesco (n. 1677)

## Senza giorno specificato(27)
- Giulio Cesare Becelli, letterato, archivista e traduttore italiano (n. 1686)
- Giovanni Bindi, cantante castrato italiano
- Mattia Bortoloni, pittore italiano (n. 1696)
- Andrea Brigenti, umanista e poeta italiano (n. 1681)
- Antonio Brioschi, compositore italiano (n. 1725)
- Antonio Buonfigli, pittore italiano (n. 1680)
- Marianna Carlevarijs, pittrice italiana (n. 1703)
- Leonardo Coccorante, pittore italiano (n. 1680)
- Michele Cotumacci, musicista italiano (n. 1682)
- Ottaviano Dandini, pittore e gesuita italiano
- Baldassarre De Caro, pittore italiano (n. 1689)
- Benedetto De Luca, vescovo cattolico italiano (n. 1684)
- Nicolò Dorigati, pittore italiano (n. 1662)
- Edme-François Gersaint, mercante d'arte e storico dell'arte francese (n. 1694)
- Luca Grimaldi, doge (n. 1675)
- Domenico Guarino, pittore e scultore italiano (n. 1683)
- Pantaleon Hebenstreit, musicista e compositore tedesco (n. 1667)
- James Jurin, fisico britannico (n. 1684)
- Silvestro Manaigo, pittore, disegnatore e miniaturista italiano
- Opoku Ware I, re (n. 1700)
- Giuseppe Orioli, pittore italiano (n. 1681)
- Giuseppe Sammartini, compositore e oboista italiano (n. 1695)
- Serafino Tamburelli, pittore italiano (n. 1680)
- Guillaume Thomas Taraval, pittore francese (n. 1701)
- Vasilij Nikitič Tatiščev, geografo e storico russo (n. 1686)
- Abraham Vandenhoeck, tipografo e editore olandese (n. 1700)
- Jean Pierre de Crouzas, filosofo e matematico svizzero (n. 1663)